# Francesco Maria Tarugi
Jeho Eminence Francesco Maria Tarugi  C.O. (27. srpna 1525, Montepulciano – 11. června 1608, Řím) byl italský katolický řeholník, kněz, biskup a kardinál. Byl žákem sv. Filipa Neriho, členem jeho kongregace oratoriánů a spolu s Caesarem Baroniem prvním kardinálem z této kongregace. 

## Stručný životopis
Pochzel ze šlechtické rodiny, spřízněné s rodem Cervini (rodina papeže Marcela II.), do Říma se dostal v doprovodu Ranuccia I. Farneseho. Roku 1565 vstoupil do začínajícího oratoria Sv. Filipa Neriho a stal se jedním z jeho nejbližších žáků a spolupracovníků. Roku 1592 byl jenován arcibiskupem avignonským, v konzistoři 5. června 1596 jej papež Kliment VIII. kreoval kardinálem a v roce 1597 byl jmenován arcibiskuepm sienským. Na tuto funkci rezignoval krátce před svou smrtí, v roce 1607.